# Гаральд Гельгаус
Гаральд Гельгаус (нім. Harald Gelhaus; 24 липня 1915, Геттінген — 2 грудня 1997, Бохум) — німецький офіцер-підводник, капітан-лейтенант крігсмаріне. Кавалер Лицарського хреста Залізного хреста.

## Біографія
5 квітня 1935 року вступив на флот. Служив на легкому крейсері «Карлсуе» і лінійному кораблі «Гнайзенау». У жовтні 1939 року переведений в підводний флот. Свій перший похід зробив як 1-й вахтовий офіцер на підводному човні U-103. З 31 березня по 30 квітня 1941 року командував U-143 (Тип II-B), з 1 грудня 1941 року — U-107, на якому зробив 7 походів (провівши в морі в цілому 348 днів). 6 червня 1943 року здав командування і був переведений в ОКМ. На початку березня 1944 року служив офіцером з бойової підготовки 22-ї і 27-ї флотилії підводних човнів. У самому кінці війни служив в штабі групи ВМС «Північ». У травні 1945 року інтернований союзниками. У серпні 1945 року звільнений.
Всього за час військових дій Г. потопив 19 суден загальною водотоннажністю 100 373 т і пошкодив 1 судно водотоннажністю 10 068 т.
| Дата            | Назва корабля      | Тип                   | Тоннаж | Вантаж                                                                                  | Екіпаж                                                | Загиблі                | Країна             | Конвой |
| --------------- | ------------------ | --------------------- | ------ | --------------------------------------------------------------------------------------- | ----------------------------------------------------- | ---------------------- | ------------------ | ------ |
| 23 серпня 1941  | Inger              | Торговий пароплав     | 1,409  | 1500 тонн вугілля та коксу                                                              | 23                                                    | 9                      | Норвегія           |        |
| 31 січня 1942   | San Arcadio        | Тепловий танкер       | 7,419  | 6600 тонн газойлю та 3300 тонн мастильного масла                                        | 50                                                    | 41                     | Британська імперія |        |
| 6 лютого 1942   | Major Wheeler      | Торговий пароплав     | 3,431  | 4611 тонн цукру                                                                         | 35                                                    | 35                     | США                |        |
| 21 лютого 1942  | Egda (пошкоджений) | Тепловий танкер       | 10,068 | Баласт                                                                                  | 40                                                    | 0                      | Норвегія           | ON-65  |
| 29 травня 1942  | Western Head       | Торговий пароплав     | 2,599  | 3750 тонн цукру                                                                         | 30                                                    | 24                     | Британська імперія |        |
| 1 червня 1942   | Bushranger         | Торговий пароплав     | 4,536  | Боксити                                                                                 | 43                                                    | 17                     | Панама             |        |
| 7 червня 1942   | Castilla           | Торговий пароплав     | 3,910  | Борошно                                                                                 | 59                                                    | 24                     | Гондурас           |        |
| 8 червня 1942   | Suwied             | Торговий пароплав     | 3,249  | 4970 тонн бокситової руди                                                               | 33                                                    | 6                      | США                |        |
| 10 червня 1942  | Merrimack          | Торговий пароплав     | 2,606  | Військове спорядження                                                                   | 54                                                    | 44                     | США                |        |
| 19 червня 1942  | Cheerio            | Вітрильник            | 35     | Червоне дерево                                                                          | 9                                                     | 0                      | США                |        |
| 26 червня 1942  | Jagersfontein      | Торговий теплохід     | 10,083 | 9000 тонн генеральних вантажів, включаючи свинець, мідь, смоли, бавовну та лісоматеріал | 220                                                   | 0                      | Нідерланди         |        |
| 3 вересня 1942  | Hollinside         | Торговий пароплав     | 4,172  | Баласт                                                                                  | 51                                                    | 3                      | Британська імперія |        |
| 3 вересня 1942  | Penrose            | Торговий пароплав     | 4,393  | Баласт                                                                                  | 45                                                    | 2                      | Британська імперія |        |
| 7 жовтня 1942   | Andalucia Star     | Пасажирський пароплав | 14,943 | 5374 т замороженого м'яса та 32 т яєць                                                  | 252 (з них 82 пасажири, включаючи 22 жінки і 3 дітей) | 4                      | Британська імперія |        |
| 22 лютого 1943  | Roxburgh Castle    | Торговий теплохід     | 7,801  | 1030 тонн хімікатів та пошти                                                            | 64                                                    | 0                      | Британська імперія |        |
| 13 березня 1943 | Clan Alpine        | Торговий пароплав     | 5,442  | 11 317 тонн генеральних вантажів, включаючи військове та військово-морське спорядження  | 94                                                    | 28                     | Британська імперія | OS-44  |
| 13 березня 1943 | Marcella           | Торговий пароплав     | 4,592  | 7200 тонн комерційних вантажів та спорядження                                           | 44                                                    | 44                     | Британська імперія | OS-44  |
| 13 березня 1943 | Oporto             | Торговий пароплав     | 2,352  | 1500 тонн сульфату міді, 413 тонн насіння, картоплі та пошти                            | 47                                                    | 43                     | Британська імперія | OS-44  |
| 13 березня 1943 | Sembilangan        | Торговий пароплав     | 4,990  | 6457 тонн генеральних вантажів та військового спорядження, включаючи боєприпаси         | 87                                                    | 86                     | Нідерланди         | OS-44  |
| 1 травня 1943   | Port Victor        | Торговий теплохід     | 12,411 | 7600 тонн заморожених харчових продуктів та 2000 тонн генеральних вантажів              | 164 (з них 65 пасажирів, включаючи 23 жінок і дітей)  | 19 (з них 5 пасажирів) | Британська імперія |        |

## Звання
- Кандидат в офіцери (5 квітня 1935)
- Морський кадет (25 вересня 1935)
- Фенріх-цур-зее (1 липня 1936)
- Обер-фенріх-цур-зее (1 січня 1938)
- Лейтенант-цур-зее (1 квітня 1938)
- Оберлейтенант-цур-зее (1 жовтня 1939)
- Капітан-лейтенант (1 квітня 1942)

## Нагороди
- Медаль «За вислугу років у Вермахті» 4-го класу (4 роки)
- Залізний хрест
  - 2-го класу (31 жовтня 1940)
  - 1-го класу (24 лютого 1941)
- Нагрудний знак підводника (31 грудня 1940)
- Лицарський хрест Залізного хреста (26 березня 1943)
- Фронтова планка підводника в бронзі (1 жовтня 1944)